# Dyopedos arcticus
Dyopedos arcticus is een vlokreeftensoort uit de familie van de Dulichiidae. De wetenschappelijke naam van de soort is voor het eerst geldig gepubliceerd in 1885 door Murdoch.